# Солоное (Жлобинский район)
Солоное (бел. Саланое) — деревня и железнодорожная платформа (на линии Жлобин — Калинковичи) в Жлобинском районе Гомельской области Белоруссии. Административный центр Солонского сельсовета.

## География

### Расположение
В 5 км на юг от Жлобина, 92 км от Гомеля.

## Гидрография
На реке Добосна (приток реки Днепр).

## Транспортная сеть
Транспортные связи по просёлочной, а затем автодорогах, которые отходят от Жлобина. Планировка состоит из почти параллельных между собой длинной криволинейной и короткой прямолинейной улиц, соединённых переулками и ориентированных с юго-запада на северо-восток. Застройка двусторонняя, преимущественно деревянная, усадебного типа.

## История
Обнаруженный археологами курганный могильник (2 насыпи, 1 км на юг от деревни) свидетельствует о заселении этих мест с давних времён. Об этом говорит и найденный в деревне в 1905 году динарий города Кёльна, спрятанный в X веке. По письменным источникам известна с XVI века как деревня в Речицком повете Минского воеводства Великого княжества Литовского, владение католической церкви.
После 1-го раздела Речи Посполитой (1772 год) в составе Российской империи. В 1805 году вместо обветшавшей построена новая Рождества-Богородитская деревянная церковь (в ней хранились метрические книги с 1796 года, реставрировалась в 1823 и 1862 годах). В 1812 году открыта медеплавильня, которая в 1829 году произвела 1000 пудов меди. Согласно ревизии 1858 года село, владение князя Л. М. Голицына, в Стрешинской волости Рогачёвского уезда Могилёвской губернии. В 1881 году 2 водяные мельницы, хлебозапасный магазин. С 1864 года действовало народное училище (в 1889 году 41 ученик). Согласно Памятной Книжки Могилевской губернии от 1893 года,  в деревне находилось 2 деревянных церкви. Согласно переписи 1897 года находились крахмальный завод, 2 водяные мельницы, ветряная мельница, сукновальня, магазин, питейный дом. В 1908 году при школе работала библиотека, 2494 десятины земли. Со сдачей в эксплуатацию в 1915 году железной дороги Жлобин — Калинковичи начала действовать железнодорожная станция.
С 20 августа 1924 года до 16 июля 1954 года и с 8 декабря 1966 года центр Солонского сельсовета Жлобинского района Бобруйского (до 26 июля 1930 года) округа, с 20 февраля 1938 года Гомельской области. В 1929 году организован колхоз «На карауле». В начале Великой Отечественной войны был создан истребительный отряд (27 человек). С 1942 года действовала подпольная патриотическая группа (руководитель П. С. Дегтярёв). Оккупанты сожгли 175 дворов и убили 55 жителей. На фронтах и в партизанской борьбе погиб 101 житель из деревень Солонского сельсовета. В память о погибших в 1957 году в центре деревни установлена скульптурная композиция. В 1962 году к деревне присоединён посёлок птицеотделения совхоза «Жлобин». Центр совхоза «Жлобинская птицефабрика». Работают средняя школа, клуб, библиотека, детские ясли-сад, фельдшерско-акушерский пункт, отделение связи, столовая, магазин. В 1993 году открыт и освящён новый храм Рождества Богородицы.
В состав Солонского сельсовета входили до 1954 года деревни Гнилая Лужа, Залужье, Землянки, до 1962 года посёлок птицеотделения совхоза «Жлобин», до 1993 года — деревня Козёл. Все они в настоящее время не существуют.

## Население

### Численность
- 2004 год — 503 хозяйства, 1470 жителей.

### Динамика
- 1847 год — 50 дворов.
- 1858 год — 64 двора, 387 жителей.
- 1881 год — 78 дворов, 516 жителей.
- 1897 год — 160 дворов, 1055 жителей (согласно переписи).
- 1908 год — 166 дворов, 1203 жителя.
- 1940 год — 1278 жителей.
- 1959 год — 1090 жителей (согласно переписи).
- 2004 год — 503 хозяйства, 1470 жителей.

## Культура
- Дом культуры
- Музей ГУО «Солонская средняя школа Жлобинского района»

## Достопримечательность
- Памятник, погибшим 62 землякам, погибших в годы войны[1].
- Храм Рождества Богородицы.

## Известные лица
- Вишневская, Мария Фёдоровна — Герой Социалистического Труда.
- Конопляников, Александр Дмитриевич — Герой Социалистического Труда, Заслуженный работник сельского хозяйства.
- Марушкевич, Николай Тимофеевич (1924—1994) — белорусский журналист, Заслуженный деятель культуры Беларуси. С 1952 года работал в газетах «Чырвоная змена», «Сельская газета». В 1971—1983 годах — директор БелТА[2].